# NGC 6940
NGC 6940 je otevřená hvězdokupa v souhvězdí Lištičky s magnitudou 6,3. Objevil ji William Herschel v roce 1787 a od Země je vzdálená přibližně 2 510 světelných let.

## Pozorování

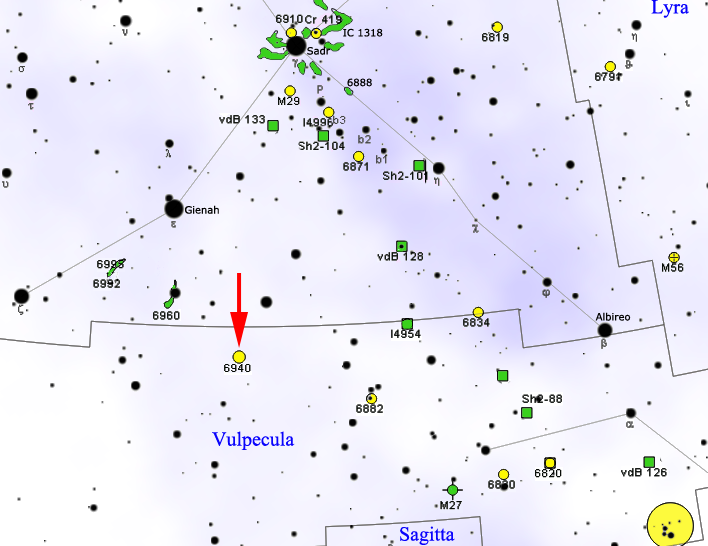
Poloha NGC 6940 v souhvězdí Lištičky

Hvězdokupa se dá snadno vyhledat pomocí posloupnosti hvězd, která začíná u hvězdy Gienah (ε Cygni), pokračuje 3° směrem na jih ke hvězdě 52 Cygni s magnitudou 4,2 a 1,5° jihozápadně od ní ukazuje správný směr hvězda 6. magnitudy HD 197120, takže pokračováním 2° na jihozápad se objeví NGC 6940. V triedru vypadá jako mlhavá skvrna lehce protažená východo-západním směrem a překrytá několika slabými hvězdami, kterým vévodí oranžová hvězda 9. magnitudy, která ovšem není členem hvězdokupy. Hvězdářské dalekohledy o průměru 150 mm a větším ji dokážou zcela rozložit na jednotlivé hvězdy i při základním zvětšení a ukážou tak mnoho hvězd 11. a 12. magnitudy zhuštěných zejména v jejím středu.
V těsné blízkosti výše zmíněné hvězdy 52 Cygni leží rozsáhlá mlhovina Řasy a 5° jihozápadně od hvězdokupy se nachází otevřená hvězdokupa NGC 6885.
Hvězdokupu je možné pozorovat z obou zemských polokoulí, i když její severní deklinace značně zvýhodňuje její pozorovatele na severní polokouli, kde během letních nocí vychází vysoko na oblohu, zatímco na jižní polokouli v oblastech více vzdálených od rovníku vychází pouze nízko nad severní obzor. Přesto je tedy pozorovatelná ze všech obydlených oblastí Země. Nejvhodnější období pro její pozorování na večerní obloze je od června do listopadu.

## Historie pozorování
Hvězdokupu objevil William Herschel 17. července 1787. Pozoroval ji pomocí zrcadlového dalekohledu o průměru 18,7 palce (475 mm) a popsal ji takto: "velmi bohatá hvězdokupa tvořená přibližně stejně jasnými velmi slabými hvězdami rozptýlenými v oblasti o průměru 20'." Jeho syn John ji později znovu pozoroval a zařadil ji do svého katalogu mlhovin a hvězdokup General Catalogue of Nebulae and Clusters pod číslem 4591.

## Vlastnosti
NGC 6940 je bohatá a velmi stará hvězdokupa, kterou tvoří přinejmenším 170 členů a jejíž stáří se odhaduje na 720 milionů let, ale jiné zdroje odhadují 600 milionů
až 1,1 miliardy let
Hvězdokupa obsahuje dvacítku červených obrů, z nichž někteří jsou dvojhvězdami a proměnnými hvězdami, jako například polopravidelná proměnná hvězda FG Vulpeculae. Poměrné zastoupení dvojhvězd v této hvězdokupě je přibližně 25 až 33 %.
Hvězdokupa hostí čtyři zdroje rentgenového záření, které se pravděpodobně shodují s dvojhvězdami, ve kterých působí silné slapové síly, ale často se uvádí, že záření může pocházet ze silné magnetické činnosti v nejsvrchnějších konvektivních vrstvách těchto hvězd, které mají všechny pokročilé stáří a červenooranžovou barvu.
Vzdálenost hvězdokupy od Země se odhaduje na přibližně 2 510 světelných let a nachází se tedy na vnitřním okraji ramene Orionu blízko velkých shluků temných mlhovin, které vytváří Velkou trhlinu v Labuti.